# Гаврильчик, Владлен Васильевич
Владлен Васильевич Гаврильчик (27 ноября 1929, Термез, Узбекская ССР — 5 декабря 2017, Санкт-Петербург, Россия) — российский художник, поэт и прозаик.

## Биография
Родился 27 ноября 1929 года в Термезе, Сурхан-Дарьинской области Узбекской Советской Социалистической Республики, в семье Василия Борисовича Гаврильчика — начальника погранзаставы на Советско-Афганской границе. Мать — Мария Агафоновна, вскоре покинула мужа, разделив детей поровну — с собой забрала младшего сына, а старшего — пятилетнего Владлена оставила отцу, определившего сына в дошкольный интернат в городе Мерв (Мары). В 1937 году Владлен пошёл в школу в городе Тахта-Базар на реке Мургаб, где дислоцировался погранотряд отца.
В 1940-м году переехал в столицу Туркменистана Ашхабад, куда перевели отца. В 1943 году поступил в Ашхабадское художественное училище. В этом же году его отец погиб в Курской битве, и Владлен, как сын погибшего офицера, поступил в Ташкентское Суворовское училище. Закончил его в 1947 г. и поступил в Ленинградское пограничное высшее военно-морское училище, закончив его в 1951 году, получив диплом вахтенного офицера и звание лейтенанта. С 1951 служил на Дальнем Востоке в Тихоокеанском пограничном округе. В 1955 году уволился в связи с сокращением Вооруженных сил и переехал на постоянное место жительства в Ленинград. До 1970 года работал в конструкторском бюро инженером, специалистом по электронавигационным приборам.
В 1960 г. взялся за рисование как самодеятельный художник. В своем творчестве не делал никаких попыток сотрудничества с официальной культурой. Художник и поэт, Гаврильчик и своим искусством, и стилем жизни воплощал неидеологизированные начала той культуры, которая сформировалась в Ленинграде в 1970-х годах как оппозиция культуре официальной.
В 1957 году поступил в изостудию ДК пищевой промышленности на ул. Правды, которую вёл живописец Василий Павлович Борисенков. Значимой Гаврильчик для себя считал встречу, в конце 1950 — начале 1960-х годов в Ленинграде, с художниками, в юности бывшим учениками П. Н. Филонова — Михаилом Петровичем Цыбасовым и Львом Борисовичем Каценельсоном, коллекционером и собирателем. К этому времени у В. Гаврильчика сложился круг знакомых художников: Олег Григорьев, Николай Любушкин, Василий Полевой, Валентин Громов, Татьяна Кернер, в Москве — Евгений Бачурин, Илья Кабаков.
В 1967 году прошла первая персональная однодневная выставка Владлена Гаврильчика в Доме Архитектора. На этой выставке была показана серия небольших живописных работ, объединённых общей темой — реминисценции на сюжеты картин известных художников.
В 1970 году поступил работать в Северо-западное речное пароходство шкипером грунтоотвозной шаланды. В это время нашёл свои новые сюжеты — портовые сооружения, баржи, корабли, Кронштадтские форты: «Пейзаж не как техногенная среда, а как живое, теплое, органическое рисование». Эти пейзажи были впервые представлены на групповой выставке в мастерской Владимира Овчинникова в 1971 году (т. н. «выставка на Кустарном»). В 1973 ушёл из шкиперов и стал работать проводником почтового вагона, объясняя это желанием общения с московскими художниками.
В 1974 г. участвовал на выставке «Двадцати» на квартире поэта Константина Кузьминского и в том же 1974 г. — в выставке в Дворце культуры имени И. И. Газа, затем в выставках в ДК «Невский» (1975) и ДК Орджоникидзе (1976).
В 1976 году сменил работу, став машинистом станции подмеса, где проработал до 1989 года. В 1976 году получил мастерскую на 3 линии В. О. В 1984 году в этой мастерской праздновали десятилетний юбилей выставки в ДК им. И. И. Газа. С 1980-х годов обращается к сюжетной и социально ориентированной живописи, наиболее характерной для его творчества. В 1998 г. сделал серию «фотографических натюрмортов», выставленную в Государственном центре современного искусства (Невский, 60). Делал ассамбляжи, называемые им самим «шип-объект», отчасти продолжающие традицию морского моделирования.
Являлся одним из наиболее ярких представителей первого поколения ленинградского андеграунда 1960—1970-х годов.
Скончался в Санкт-Петербурге 5 декабря 2017 года, спустя 8 дней после празднования своего 88-летия. Похоронен на кладбище поселка Кирилловское Ленинградской области.
Дочь — Мария Владленовна Гаврильчик (р. 27 июля 1983) искусствовед.

## Поэзия
Владлен Гаврильчик известен и как поэт, писавший стихи с середины 1960-х годов. Читал свои стихи в узком кругу. Стихотворения его были опубликована Михаилом Шемякиным в Париже, в альманахе Аполлон-77. В 1977 и 1983 Владлен Гаврильчик сделал две самиздатские книги — «Опус любви» и «Случайные стихи», тиражом в 10 экземпляров.
В 1994 г. творческим центром «Борей-Арт» в Санкт-Петербурге издана первая книга В. Гаврильчика «Японский Бог».
В 1995 году издана книга «Изделия духа», в которую вошло 120 стихотворений и 4 поэмы В. Гаврильчика. Генрих Сапгир отмечает: "Стихи Владлена написаны от лица советского человека. Лирический герой вполне мог зваться Владленом, потому что в стихах встречаются и «ленгорсолнце» и «лирмгновения». И название книги соответствующее — «Бляха муха изделия духа».
О своём творчестве сам поэт пишет: «…считаю себя последователем русских футуристов, в особенности Велимира Хлебникова. Написал около ста стихотворений, составляющих циклы — „Изделия духа“, „Питейное дело“, „Галантерейный цех“, „Педиарий“. Сочинил пьесы: „Поэт и царь“, „Гадёныш“, „Доктор Фосген или смерть птички“, поэму „Геройское“, а также произведения в прозе: „Порнографическая поэма“, „Под флагом капитана Шнапса“, „Дастан о Магомае“, „Генерал Твердыня“ и несколько рассказов».

## Работы находятся в собраниях
- Государственный Эрмитаж, Санкт-Петербург.
- Государственный Русский музей, Санкт-Петербург.
- Государственная Третьяковская Галерея, Москва.
- Zimmerly Museum, Нью-Джерси, США.
- Музей АРТ4 Архивная копия от 27 июля 2008 на Wayback Machine, Москва.
- Музей нон-конформистского искусства, Санкт-Петербург.
- Коллекция Арт-холдинга «Русское искусство А…Я», Санкт-Петербург.
- Музей современного искусства Эрарта, Санкт-Петербург

## Книги Владлена Гаврильчика
- Комедийный анбаръ. — СПб: Красный Матрос, 2008. — 192 с. — ISBN 5-7187-0870-3.
- Геройское. — СПб: Красный Матрос, 2005. — 20 с. — ISBN 5-7187-0549-6.
- Упражнения в ужасной словесности. — СПб.: Борей-Арт, 2004. — 120 с.
- Изделия духа. — СПб.: А-Я, 1995. — 192 с.
- Японский Бог. — СПб.: Борей-Арт, 1994. — 32 с.